# Марулеви
Марулеви (пол. Marulewy, нім. Friedrichsfelde) — село в Польщі, у гміні Іновроцлав Іновроцлавського повіту Куявсько-Поморського воєводства.
Населення — 177 осіб (2011).
У 1975-1998 роках село належало до Бидгощського воєводства.

## Демографія
Демографічна структура станом на 31 березня 2011 року:
|          | Загалом | Допрацездатний вік | Працездатний вік | Постпрацездатний вік |
| -------- | ------- | ------------------ | ---------------- | -------------------- |
| Чоловіки | 83      | 22                 | 57               | 4                    |
| Жінки    | 94      | 20                 | 63               | 11                   |
| Разом    | 177     | 42                 | 120              | 15                   |